# سوزان آهو
سوزان آهو (به انگلیسی: Susan Aho) (زاده ۵ مارس ۱۹۷۴) خواننده فنلاندی است.
او عضو گروه کنکسکجات است.